# Michael Jai White
Michael Richard Jai White (Nova Iorque, 10 de novembro de 1967), é um ator, artista marcial, roteirista e diretor de cinema americano. Reconhecido por sua formidável presença física e versatilidade dramática, White estabeleceu-se como um dos principais ícones do cinema de ação moderno. É também um profissional de artes marciais altamente condecorado, o que lhe confere uma autenticidade rara em suas performances de luta.
White alcançou um marco histórico ao se tornar o primeiro afro-americano a interpretar um super-herói de uma grande editora de quadrinhos como protagonista em um filme de grande orçamento, com seu papel como Al Simmons em Spawn (1997). Sua carreira abrange papéis aclamados pela crítica, como a encarnação do boxeador Mike Tyson no telefilme Tyson, e papéis cultuados, como o herói homônimo na sátira Black Dynamite (2009), que ele também co-escreveu.

## Biografia

### Primeiros anos e educação
White nasceu no Brooklyn, Nova York, e mudou-se na adolescência para Bridgeport, Connecticut, onde se formou na Central High School em 1985. Antes de sua carreira na atuação, White teve uma passagem significativa como educador. Por três anos, ele foi professor de história do ensino médio, especializado em alunos com dificuldades emocionais. Esta experiência moldou profundamente sua perspectiva sobre a responsabilidade da mídia e dos artistas, uma visão que ele frequentemente expressa em entrevistas, particularmente em sua crítica a certos elementos da cultura do hip-hop que, em sua opinião, podem ser mal interpretados por jovens vulneráveis.

### Formação em artes marciais
A base da carreira de White no cinema de ação é sua profunda e autêntica dedicação às artes marciais, iniciada aos sete anos. Ele possui faixas-pretas em sete estilos distintos, uma prova de sua disciplina e paixão:
- Kyokushin: Considerado seu estilo principal, é uma forma de karatê de contato pleno que exige imensa resistência física e mental.
- Karatê Shotokan: Um dos primeiros estilos que praticou, fornecendo-lhe a base técnica de golpes e posturas.
- Taekwondo: Arte marcial coreana focada em chutes de alta performance, uma habilidade proeminente em sua filmografia.
- Kobudo: Especializado no uso de armas tradicionais de Okinawa, como o bastão bō e o Nunchaku.
- Goju-ryu: Um estilo de karatê que combina técnicas "duras" (Go) e "suaves" (Ju). White aprimorou sua técnica sob a orientação do Mestre Eddie Morales.[6]
- Tang Soo Do: Outra arte marcial coreana que contribuiu para seu vasto repertório de combate.
- Wushu: Estilo chinês conhecido por seus movimentos fluidos e acrobáticos, que adiciona um elemento de espetáculo às suas coreografias.

Essa diversidade de treinamento permite que White não apenas execute sequências de luta complexas, mas também participe ativamente de sua concepção, trazendo um nível de realismo e criatividade que o diferencia de muitos outros atores do gênero.

## Carreira

### 1989–1996: Início e o papel deTyson
A carreira de ator de White começou com pequenas participações em filmes como The Toxic Avenger Part II (1989) e Teenage Mutant Ninja Turtles II: The Secret of the Ooze (1991). No entanto, seu primeiro grande avanço ocorreu em 1995, quando foi escalado para interpretar o campeão mundial de boxe Mike Tyson no telefilme biográfico da HBO, Tyson. A atuação de White foi amplamente elogiada pela crítica por capturar com precisão a fisicalidade, a voz e a turbulência interna do pugilista. O crítico de cinema Ken Tucker, da Entertainment Weekly, escreveu que "White oferece uma performance de nocaute... ele imita os ritmos vocais suaves e sussurrantes de Tyson e seu andar de gorila de forma brilhante". Este papel provou sua capacidade de liderar uma produção e seu talento para performances dramáticas complexas.

### 1997–2008:Spawn, cinema de ação e reconhecimento
Em 1997, White fez história ao estrelar Spawn, baseado na popular série de quadrinhos de Todd McFarlane. Como Al Simmons, um agente de operações secretas que é traído e retorna do inferno como um anti-herói demoníaco, White tornou-se o primeiro ator negro a protagonizar um filme de super-herói de grande orçamento. O filme foi um sucesso de bilheteria, arrecadando US$ 87,9 milhões em todo o mundo, e solidificou o status de White como uma estrela de ação, rendendo-lhe uma indicação ao Blockbuster Entertainment Award de Melhor Revelação Masculina.
Nos anos seguintes, ele se firmou no gênero de ação, contracenando com Jean-Claude Van Damme em Universal Soldier: The Return (1999) e com Steven Seagal no sucesso de bilheteria Exit Wounds (2001). Em 2006, ele assumiu o papel de George "Iceman" Chambers em Undisputed II: Last Man Standing, um filme direto para vídeo que se tornou um fenômeno cult e é frequentemente citado como um dos melhores filmes de artes marciais da era moderna, elogiado por suas sequências de luta realistas e inovadoras.
Demonstrando sua versatilidade, White também assumiu papéis coadjuvantes em grandes produções, como o de Gambol, um dos chefes da máfia de Gotham, no aclamado The Dark Knight (2008) de Christopher Nolan.

### 2009–presente:Black Dynamite, direção e televisão
Em 2009, White alcançou um novo pico criativo com Black Dynamite, um filme que ele co-escreveu e estrelou. A obra é uma paródia afetuosa e estilisticamente precisa do gênero blaxploitation dos anos 1970. O filme foi um sucesso de crítica, com uma pontuação de 84% no Rotten Tomatoes, com o consenso de que "uma sátira de blaxploitation amorosa, Black Dynamite é engraçada, habilmente exagerada e surpreendentemente bem-sucedida". O sucesso gerou uma série animada no Adult Swim, com White reprisando seu papel como dublador.
White expandiu seu trabalho para trás das câmeras, fazendo sua estreia como diretor em Never Back Down 2: The Beatdown (2011), no qual também atuou. Ele retornou para dirigir e estrelar a sequência Never Back Down: No Surrender (2016).
Na televisão, White teve papéis recorrentes notáveis. Ele interpretou o Major Jackson "Jax" Briggs na popular websérie Mortal Kombat: Legacy (2011). Entre 2013 e 2019, ele interpretou o vilão Ben Turner, o Tigre de Bronze, na série de sucesso da The CW, Arrow, onde suas habilidades de luta foram amplamente destacadas.

## Vida pessoal
White foi casado com Courtenay Chatman de 2005 a 2011, com quem tem uma filha chamada Morgan. Ele também tem dois filhos de relacionamentos anteriores.
Em fevereiro de 2014, White anunciou seu noivado com a atriz Gillian Iliana Waters. Eles se casaram em julho de 2015 em uma cerimônia suntuosa na Tailândia. White é frequentemente aberto sobre sua vida familiar e os valores que o guiam, creditando sua esposa por ajudá-lo a se tornar uma versão melhor de si mesmo.
Em 2014, seu impacto no cinema de ação foi formalmente reconhecido quando ele recebeu o prêmio "Fists of Legends Decade Award" no Urban Action Showcase & Expo da HBO, celebrando sua contribuição duradoura ao gênero.

## Filmografia

### Cinema
| Ano  | Título do Filme                                         | Papel                        | Notas                                                                  |
| ---- | ------------------------------------------------------- | ---------------------------- | ---------------------------------------------------------------------- |
| 1989 | The Toxic Avenger Part II                               | Executivo da Apocalypse Inc. | Não creditado                                                          |
| 1991 | Teenage Mutant Ninja Turtles II: The Secret of the Ooze | Figurante no clube           | Não creditado                                                          |
| 1992 | Universal Soldier: The Return                           | Soldado                      |                                                                        |
| 1995 | Tyson                                                   | Mike Tyson                   | Telefilme (HBO)                                                        |
| 1996 | 2 Days in the Valley                                    | Buck                         |                                                                        |
| 1997 | Spawn                                                   | Al Simmons / Spawn           | Indicado—Blockbuster Entertainment Award de Melhor Revelação Masculina |
| 1999 | Universal Soldier: The Return                           | S.E.T.H.                     |                                                                        |
| 2001 | Exit Wounds                                             | Lewis Strutt                 |                                                                        |
| 2004 | Kill Bill: Volume 2                                     | Da Moe                       | Cena deletada incluída no DVD                                          |
| 2006 | O Lutador                                               | George "Iceman" Chambers     |                                                                        |
| 2007 | Why Did I Get Married?                                  | Marcus Williams              |                                                                        |
| 2008 | The Dark Knight                                         | Gambol                       |                                                                        |
| 2009 | Black Dynamite                                          | Black Dynamite               | Também Roteirista                                                      |
| 2009 | Blood and Bone                                          | Isaiah Bone                  |                                                                        |
| 2010 | Why Did I Get Married Too?                              | Marcus Williams              |                                                                        |
| 2011 | Never Back Down 2: The Beatdown                         | Case Walker                  | Também Diretor                                                         |
| 2011 | Força Tática                                            | Sgt. Tony Hunt               |                                                                        |
| 2014 | Falcon Rising                                           | John "Falcon" Chapman        |                                                                        |
| 2014 | Skin Trade                                              | Reed                         |                                                                        |
| 2015 | Chocolate City                                          | Princeton                    |                                                                        |
| 2016 | Never Back Down: No Surrender                           | Case Walker                  | Também Diretor                                                         |
| 2017 | S.W.A.T.: Operação Escorpião                            | Scorpion                     |                                                                        |
| 2018 | Accident Man                                            | Mick                         |                                                                        |
| 2018 | Arrastado Através do Concreto                           | "Biscuit"                    |                                                                        |
| 2019 | Ameaça Tripla                                           | Devereaux                    |                                                                        |
| 2021 | The Outlaw Johnny Black                                 | Johnny Black                 | Também Diretor e Roteirista                                            |
| 2021 | Batman: Soul of the Dragon                              | Ben Turner / Tigre de Bronze | Voz                                                                    |
| 2022 | The Commando                                            | James Baker                  |                                                                        |
| 2025 | Trouble Man                                             | Jaxen                        | Diretor e Roteirista                                                   |
| 2025 | Hostile Takeover                                        | Pete Strykyr                 |                                                                        |

### Televisão
| Ano       | Título                       | Papel                        | Notas                                      |
| --------- | ---------------------------- | ---------------------------- | ------------------------------------------ |
| 1995      | JAG                          | Fuzileiro Martin             | Episódio: "Brig Break"                     |
| 2003–2004 | Static Shock                 | Osebo (voz)                  | 2 episódios                                |
| 2005–2006 | Justice League Unlimited     | Doomsday (voz)               | Episódio: "The Doomsday Sanction"          |
| 2008      | Tyler Perry's House of Payne | Bryan                        | 3 episódios                                |
| 2010      | The Boondocks                | Bushido Brown (voz)          | Episódio: "Stinkmeaner 3: The Hateocracy"  |
| 2011      | Mortal Kombat: Legacy        | Jackson "Jax" Briggs         | 2 episódios                                |
| 2011–2016 | For Better or Worse          | Marcus Williams              | Papel principal                            |
| 2012–2015 | Black Dynamite               | Black Dynamite (voz)         | Papel principal; também produtor executivo |
| 2013–2019 | Arrow                        | Ben Turner / Tigre de Bronze | Papel recorrente; 10 episódios             |
| 2020      | Pump                         | Wood                         | Papel principal                            |

### Videoclipes
- Busta Rhymes e Mariah Carey com The Flipmode Squad - "I Know What You Want" (2003)
- Nicki Minaj – "Your Love" (2010)
- Toni Braxton - "Hands Tied" (2010)